# Ovidiu Petre
Ovidiu Petre (n. 22 de marzo de 1982 en Bucarest) es un futbolista rumano que actualmente juega por el Al-Nassr. Él puede jugar en varias posiciones, pero mayormente lo hace como volante de contención. Muchos lo consideran como muy talentoso, pero numerosas lesiones han afectado su carrera.
Petre firmó por el Steaua en el último día de la ventana de transferencias del 2006, en reemplazo del lesionado Mirel Rădoi. 

## Su Carrera
Petre es un producto del FC Naţional, haciendo su debut con este en la Divizia A de su país durante la temporada 1999/2000, asegurándose un puesto en el primer equipo cuando Cosmin Olăroiu llegó al equipo en el 2001. Luego se cambió de club, recalanado en el Galatasaray de Turquía en el 2003, donde pasó una temporada antes de pasar al FCU Politehnica Timişoara cuando Cosmin Olăroiu se hizo cargo del equipo.
En agosto de 2006, firmó por el Steaua Bucurest, donde Petre se unió a Cosmin Olăroiu nuevamente.

## Carrera internacional
Petre ha jugado 23 partidos por la Selección de fútbol de Rumania, anotando un gol, en la victoria por 2 a 1 sobre Polonia en abril de 2002.
| # | Fecha              | Lugar              | Oponente | Marcador | Resultado | Competencia                 |
| - | ------------------ | ------------------ | -------- | -------- | --------- | --------------------------- |
| 1 | 8 de junio de 2005 | Constanţa, Rumania |          | 3-0      | Ganadores | Clasificatoria Mundial 2006 |

## Clubes
| Club                  | País           | Año       |
| --------------------- | -------------- | --------- |
| Naţional Bucarest     | Rumania        | 1999-2003 |
| Galatasaray SK        | Turquía        | 2003-2005 |
| Politehnica Timişoara | Rumania        | 2005-2006 |
| Steaua de Bucarest    | Rumania        | 2006-2010 |
| Al-Nassr              | Arabia Saudita | 2010-2011 |
| Modena Football Club  | Italia         | 2011-2012 |
| ACS Poli Timișoara    | Rumania        | 2013-     |